# Шумова температура антени
Шумова температура антени — {\displaystyle T_{na}} — температура, викликана випромінюванням навколишнього середовища при відсутності досліджуваного джерела, та тепловими втратами в системі опромінення. {\displaystyle T_{na}} не має жодного відношення до фізичної температури антени. Вона задається формулою Найквіста, та дорівнює температурі резистора, який мав би таку ж потужність теплових шумів в даній смузі частот:
{\displaystyle P=kT_{na}\Delta \nu },
де {\displaystyle P} — потужність шумів, {\displaystyle k} — стала Больцмана, {\displaystyle \Delta \nu } — смуга частот.
Джерелом шумів являеться не сама антена, а об'єкти на Землі та в космосі, що випромінюють шуми. Космічна складова шуму залежить від діаметру антени: чим більший діаметр і підсилення, тим вужча основна пелюстка діаграми направленості, відповідно, менше сторонніх космічних шумів антена підсилює разом з корисним сигналом. Земна складова шумової температури антени залежить від кута місця — чим нижче «дивиться» антена, тим більше вона приймає індустріальних завад і шумів від джерел на поверхні Землі. Тому шумова температура — не постійна величина, а функція від кута місця. Як правило, вона вказується в специфікації для одного чи кількох значень кута місця. Типова шумова температура параболічної антени діаметром 90 см в Ku-диапазоні для кута місця 30 градусів — 25-30К.

## Шумова температура антени в радіоастрономії
Поняття шумової температури антени {\displaystyle T_{na}} поряд з поняттям антенної температури {\displaystyle T_{a}} широко використовується в радіоастрономії. Антенна температура {\displaystyle T_{a}} характеризує повну потужність прийнятого антеною випромінювання, тобто потужність шумів та потужність об'єктів вивчення, в той час як шумова температура {\displaystyle T_{na}} — лише потужність шумів (факторів завад). Якщо в діаграму направленості не попадає жодного радіоджерела, то антена температура дорівнює шумовій {\displaystyle T_{a}=T_{na}}. Таким чином корисний сигнал залежить від різниці антенної та шумової температур {\displaystyle T_{s}=T_{a}-T_{na}}.
Як правило шумова температура складається з двох частин: постійної та стохастичної. Постійну складову можна компенсувати, а от стохастична накладає фундаментальні обмеження на чутливість радіотелескопів. Тому для збільшення співвідношення сигнал/шум при проектуванні радіотелескопів основна увага приділяється зменшенню стохастичної складової. Для цього використовують підсилювачі з низьким рівнем шумів, охолодження приймачів рідким азотом або геліем тощо.